# 二級鉄道
二級鉄道（Class II railroad）とは、アメリカ合衆国における鉄道会社を規模別に三つに分けたときの最大手に次ぐ中規模の会社をいう。
2006年の基準では、直近3年間における営業収益が年2,050万ドル以上2億7,770万ドル未満の鉄道である。同規模の営業収益があっても入換専業鉄道は含まない。アメリカ鉄道協会が地域鉄道と定義するものが、ほぼ二級鉄道に該当する。

## 現行の基準
一級鉄道や二級鉄道の基準は、物価上昇等を見極めた上で陸上運輸委員会（Surface Transportation Board、STB）により数年ごとに見直される。二級鉄道の上限値が現行のものになったのは1992年であった。この見直しでフロリダ東海岸鉄道が一級鉄道から二級鉄道へと変更された。
1991年にも変更されており、以前の基準では一級鉄道となるはずであったモンタナ・レールリンクとウィスコンシン・セントラル鉄道が二級鉄道にとどまった。この変更は、一級鉄道に昇格すると余計な支出や業務が増えることを嫌った両社の要請で行われた。それ以来、物価上昇に基づいての変更が行われている。